# Editura Ion Creangă
Editura Ion Creangă a fost o editură fondată în 1969, în municipiul București (România). A publicat în general literatură pentru copii, literatură științifico-fantastică și literatură fantastică. Printre primii angajați se aflau: George Zarafu, Tiberiu Utan etc. Editura a stat la baza unui fenomen local privind ilustrația de carte, încheind contracte de colaborare cu artiști recunoscuți, cum ar fi Sandu Florea, Val Munteanu, Livia Rusz și Eugen Taru.

## Colecții
- ‎‎ABC‎‎
- Alfa
- Biblioteca școlarului
- Biblioteca pentru toți copiii
- Prima mea bibliotecă
- Lectură școlară
- Colecția Jules Verne - 40 de volume
- Povești nemuritoare
- Clubul temerarilor